# University Park (Texas)
University Park é uma cidade localizada no estado norte-americano do Texas, no Condado de Dallas.

## Demografia
Segundo o censo norte-americano de 2000, a sua população era de 23.324 habitantes.
Em 2006, foi estimada uma população de 24.182, um aumento de 858 (3.7%).

## Geografia
De acordo com o United States Census Bureau tem uma área de 9,6 km², dos quais 9,6 km² cobertos por terra e 0,0 km² cobertos por água.

## Localidades na vizinhança
O diagrama seguinte representa as localidades num raio de 16 km ao redor de University Park.